# Ray William Johnson
Ray William Johnson (sinh 1981-1982) là một diễn viên và diễn viên hài người Mỹ nổi tiếng nhất cho series YouTube của Equals Three của anh, trong đó ông đã cung cấp bài bình luận về viral video. Nhiều trong số các đoạn video trên Equals Three đã nhận được sự tăng thêm phổ biến. Tính đến tháng 4 năm 2012, kênh RayWilliamJohnson là kênh đăng ký nhiều nhất trên YouTube, với hơn 5,3 triệu thuê bao, và hơn 1,6 tỷ lượt xem video Trong tháng 2 năm 2011, một xuất bản của ngành công bố lưu ý rằng Johnson hiện đang có vị trí thứ sáu trong số hai mươi xem video của tháng.. [12]

## Tiểu sử
Johnson tốt nghiệp từ trường trung học Norman North ở Oklahoma, in 1999, tuy nhiên hồ sơ của Johnson trên Youtube thì viết rằng anh sinh ra và lớn lên ở Oklahoma City, Oklahoma. Trong một cuộc phỏng vấn với Wall Street Journal, Johnson nói rằng anh học tại đại học Columbia, học ngành sử, còn hồ sơ của anh bổ sung anh đã chuẩn bị học luật. Lúc ở Columbia, Johnson đã bắt đầu sô định dạng của mình, Equals Three, như một cách để phối hợp hai phong cách video phổ thông, video lan tỏa và blogger video.